# 蘭科費爾山
46°31′29″N 11°44′7″E / 46.52472°N 11.73528°E

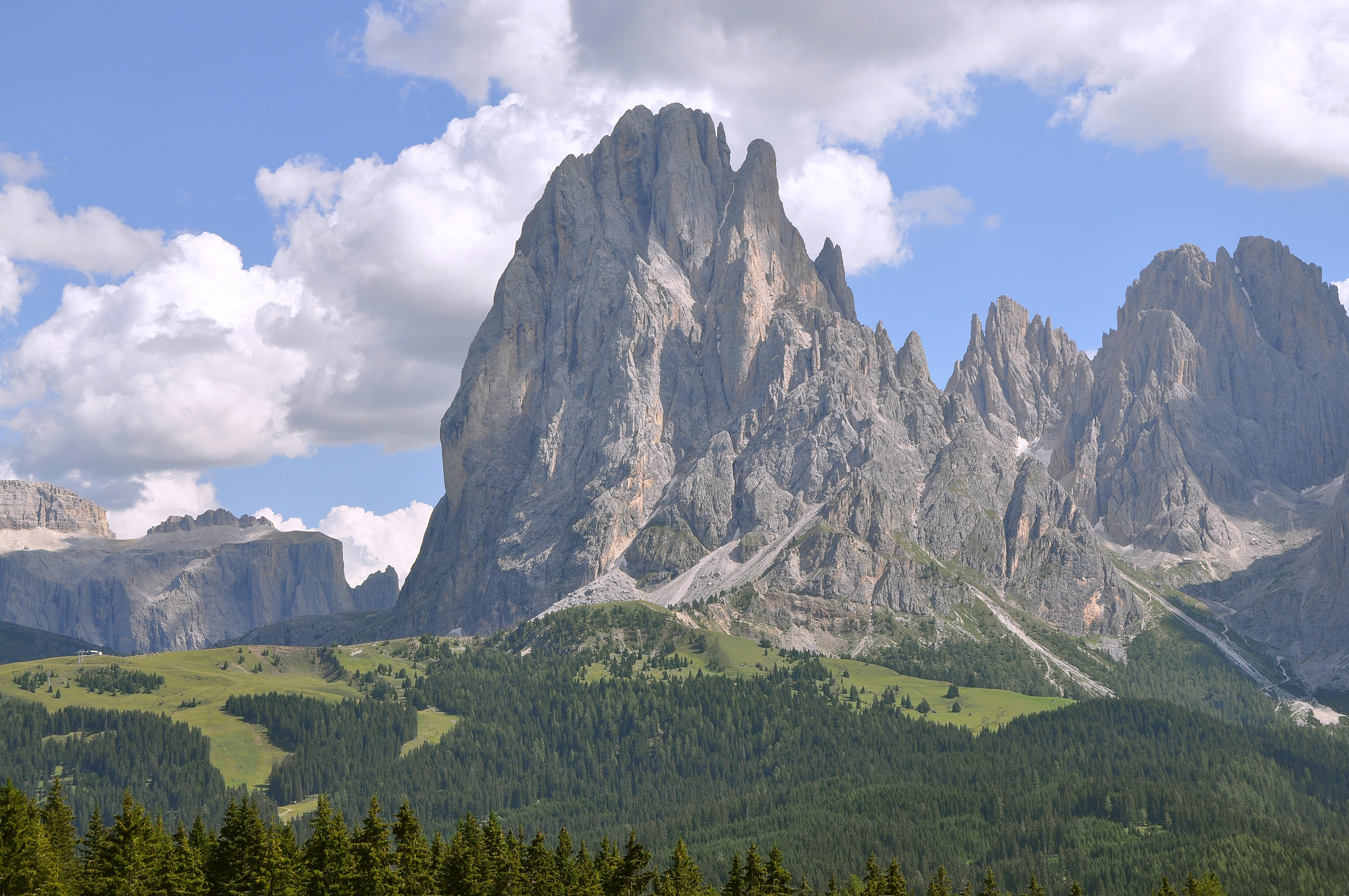

蘭科費爾山（義大利語：Sassolungo），是意大利的山峰，位於該國西部，由博爾扎諾-南蒂羅爾自治省負責管轄，屬於多洛米蒂山的一部分，海拔高度3,181米，人類在1869年首次登頂。